# Telegrafo Portuguez

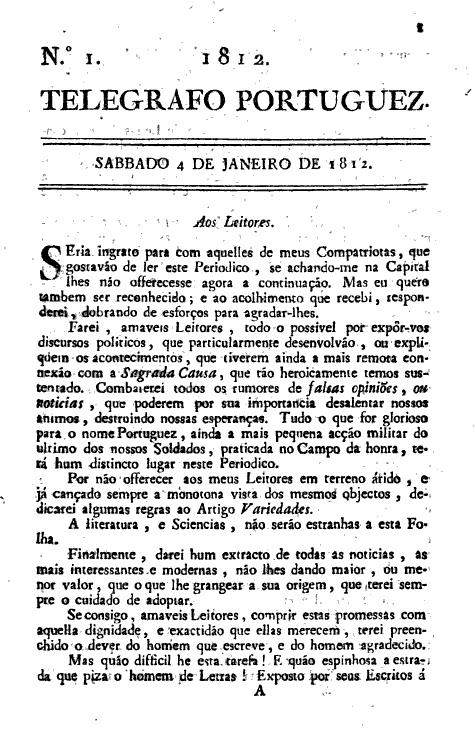
Fac-símile da edição de 4 jan 1812.

O Telegrafo Portuguez foi um periódico português publicado em Lisboa, no contexto da Guerra Peninsular (1808-1814).

## História
No início do século XIX a imprensa periódica portuguesa conheceu uma nova realidade política, diante da invasão do país pelas tropas napoleónicas e a retirada da Família Real para o Brasil (1807). Esses fatos tornam-se, a partir de então, causa do surgimento de diversos periódicos e panfletos, imbuídos de forte sentimento político-patriótico.
Tendo vindo à luz no momento imediatamente posterior à primeira invasão (1807-1808), primeiramente, sob o nome O Lagarde portuguez ou gazeta para depois de jantar, composto e impresso em formato de 4.º, tinha como missão propagar a tríade que então inspirara a resistência portuguesa: a Pátria, a Coroa e a Religião.
Passado um mês apenas muda de nome para Telégrafo Portuguez ou Gazeta para depois de Jantar; depois para Telégrafo Portuguez, ou Gazeta Anti-Francesa.
Tendo a colaboração de Teodoro José Biancardi, o seu editor e redator era Luiz de Sequeira Oliva e Souza Cabral, bacharel formado em  Direito pela Universidade de  Coimbra, primeiro-tenente do Real Corpo de Engenheiros, propunha-se a lutar contra o invasor recorrendo à arma que julgava a mais eficaz, a pena escrita. Fê-lo durante dois meses, de novembro a dezembro de 1808, sendo sucedido pelo "Telegrapho portuguez, ou gazeta anti-franceza", que circulou de dezembro de 1808 a junho de 1809. Esses títulos circularam uma ou duas vezes por semana, quase ininterruptamente, composto e impresso nas oficinas da Imprensa Régia, em Lisboa.
Tendo a circulação sido interrompida em razão da ausência temporária do redator, à época surgiu outro periódico de mesma natureza, intitulado "Correio da Península, ou novo Telegrapho", redigido por João Bernardo da Rocha e Pato Moniz.
Em janeiro de 1812 Oliva recomeçou a publicação do seu "Telegrapho", que prosseguiu ininterruptamente até ao fim de dezembro de 1814.
A consulta a este periódico fornece um amplo repositório das notícias militares e políticas deste momento da História de Portugal. 